# Église Saint-Jacques de Stralsund
L'église Saint-Jacques (St.-Jakobi-Kirche) est une église située à Stralsund, ancienne ville hanséatique, dans le nord de l'Allemagne. Elle est placée sous le vocable de saint Jacques. C'est une église luthérienne-évangélique.
Elle est classée monument historique.

## Historique
La source la plus ancienne qui mentionne l'église date de 1303. 
L'église a été achevée dans un premier temps au XVe siècle, puis en 1662 elle a été gravement endommagée par la foudre qui a détruit la tour en bois comprenant la flèche gothique et les quatre petites tours latérales, ainsi que le toit de la nef et la tourelle de crête orientale qui ont été détruites; les cloches de l’église ont fondu lorsque le feu s'est déclaré. Les poutres du toit dans l'allée nord et les tirants du chœur ont également été touchés par l'incendie et ont dû être remplacés. La tour a reçu un dôme baroque dans la forme qu'on peut encore voir aujourd'hui. 
Le bombardement de Stralsund du 6 octobre 1944 par l'aviation américaine a endommagé l'édifice qui a été réparé ensuite.

## Dimensions
Les dimensions de l'édifice sont les suivantes :

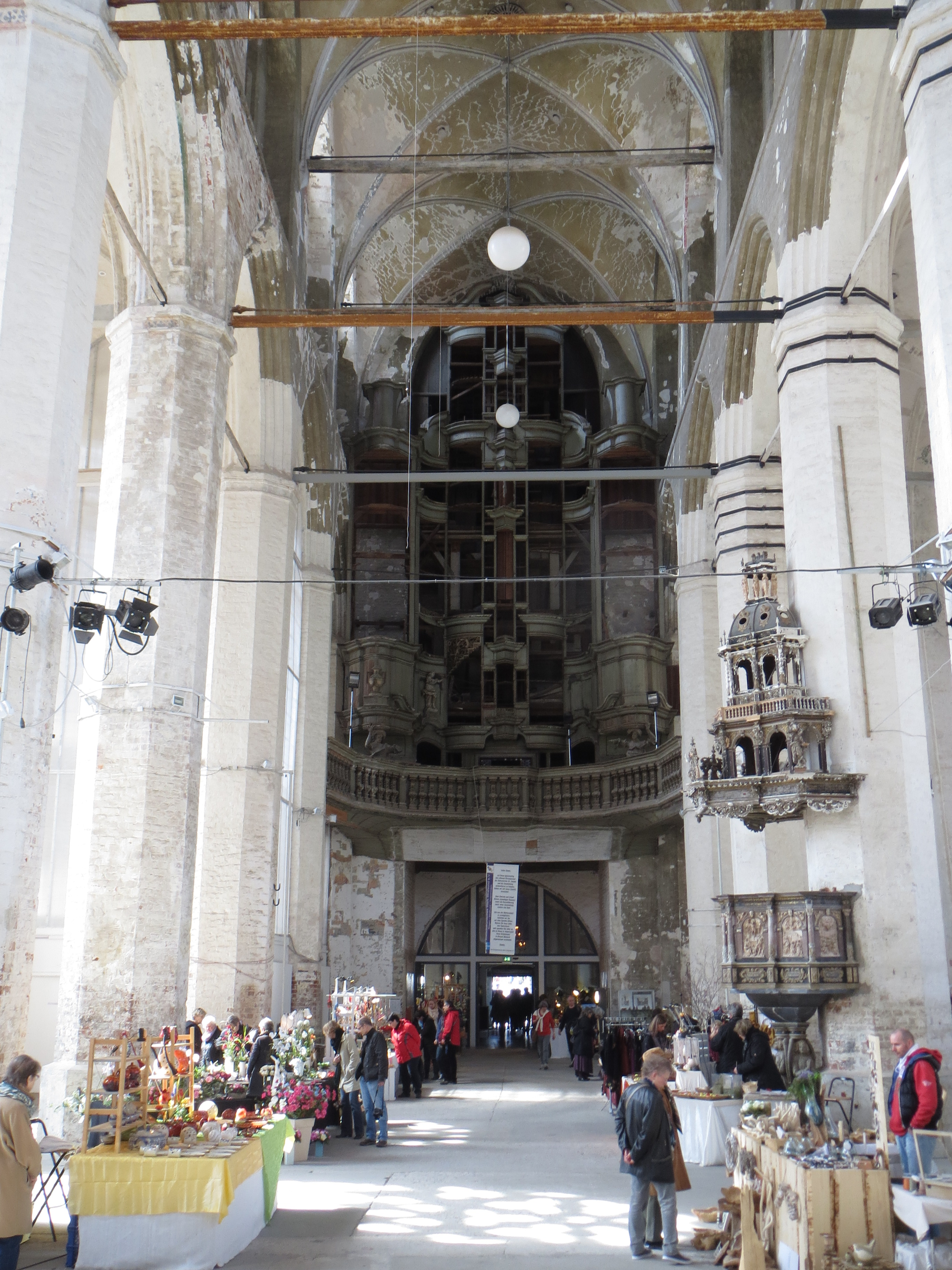
Intérieur de l'église

- Hauteur de la nef : 24,6 m
- Longueur : 72,3 m
- Hauteur de la tour : 68,1 m
- Largeur ; 32,2 m